# Francesco Gamba (incisore)
Francesco Fortunato Gamba (Savona, 25 giugno 1895 – Barbaiana, 26 dicembre 1970) è stato un incisore italiano.

## Biografia
Nacque a Savona da Pietro, capo operaio all'Arsenale della Spezia, e da Aurelia De Negrie, a seguito dei trasferimenti del padre, trascorse l'infanzia in Inghilterra, in Irlanda e in Scozia. 

In un collegio di Glasgow iniziò a dedicarsi al disegno e alla pittura.
Nel 1911 fa ritorno in Italia e si stabilisce in Umbria e, nel 1913, a La Spezia.
Nel 1916 viene a contatto con l’ambiente artistico che gravitava intorno a L’Eroica e inizia ad esplorare le possibilità della tecnica xilografica, facendone in breve il suo privilegiato mezzo espressivo.
È proprio Ettore Cozzani, direttore della rivista, a scoprire le sue xilografie e le presenta nel 1917 in un articolo sulla rivista Emporium.
La sua prima produzione, ancora influenzata dai modi della grafica inglese assimilata nella prima giovinezza, è dedicata a scene di vita quotidiana di Marinasco, il sobborgo della Spezia dove aveva fissato la sua abitazione.
Artisticamente avverte l’influenza della grafica di Mantelli attingendone una maggiore intensità ed energia di segno.
Il suo linguaggio risulta tuttavia lirico e malinconico per motivi d’ispirazione scelti: figure in processione o al mercato, girotondi di bambini, viandanti e pellegrini, contadini e mietitori. Proprio questi soggetti gli nno l'appellativo di poeta dei bimbi e delle folle.
Nello stesso 1917 è incaricato delle illustrazioni del libro di L. Giuliani Lettere d'un eroe, edito nello stesso anno dall'Eroica Editrice e, due anni dopo, dei Poemetti notturni dello stesso Cozzani.
A pieno titolo entrato a far parte del cenacolo dell'Eroica che gli dedica nel 1920 un fascicolo monografico, negli anni Venti il suo stile si evolve verso un linearismo stilizzato e moderatamente déco.
Insieme al gruppo dell'Eroica prende parte all'Esposizione internazionale delle arti decorative di Monza del 1923, del 1925 e del 1927.
Sempre alla Villa Reale di Monza, nel 1924, ancora con L'Eroica, espone alla Mostra del ritratto femminile contemporaneo.
Esegue numerose illustrazioni, non solo per L’Eroica, ma anche per altre case editrici.
Nel 1924 sposa Gilda Masini e poi si trasferisce dapprima a Varedo e poi a Milano. 
Fu anche autore di liriche, di genere crepuscolare, che nel 1925 pubblica nella raccolta illustrata Il Viatico.
Sempre nel 1925 partecipò con due xilografie alla III Biennale di Roma, mentre nel 1927 presenta tre xilografie (Ecce Homo, Giorno di festa, Al mio paese) alla II Esposizione internazionale dell'incisione moderna di Firenze.
Particolare e molto ricca è stata anche la sua produzione di ex libris, realizzati in xilografia, raccolti e pubblicati nel 1934. 
A partire dal 1932 abbandona progressivamente l'attività artistica per dedicarsi ad altri interessi quali la pubblicità e il commercio di opere d'arte.

Muore nel 1970 a Barbaiana di Lainate, in provincia di Milano.